# 조지 맥크리디 프라이스
조지 맥크리디 프라이스(George McCready Price, 1870년 8월 26일 - 1963년 1월 24일) 또는 조지 에드워드 프라이스(George Edward Price)는 제7일 안식교 출신의 캐나다의 창조주의자이다. 그는 앨런 화이트의 환상을 바탕으로 사이비과학적 내용을 추가해서 "홍수지질학"이라고 하는 창조과학의 기원이 되는 관련의 책들을 출판하였다. 그의 견해는 1960년대 현대 창조과학 운동이 시작되기전에는 일반화되지 않았다. 프라이스의 개념을 헨리 M. 모리스(Henry M. Morris)와 존 휘트컴 주니어(John Whitcomb)가 그들의 책 창세기 홍수(The Genesis Flood)라는 책에서 사용하였다.

## 생애
1870년 8월 26일 캐나다 뉴 브룬스윅의 농가에서 태어났다. 아버지는 프라이스가 12살일 때 사망했다. 당시 작은 종파이던 제칠일안식일예수재림교회에 다녔다. 17살에 12살 연상의 안식일교 여성과 결혼했다. 결혼 후 이 부부는 엘런 화이트의 책을 팔러 돌아다녔다.
1897년 가을에 안식일교 대학인 배틀크릭 대학에 등록했다. 2년동안 고전 강좌를 수강하다가 학업을 중단하고 다시 돈을 벌기 위해 책을 팔았다. 책 파는 일에 좌절감을 느낀 뒤 뉴 브룬스윅의 사범학교 1년 교사 양성 과정을 수강했다. 이때 받은 과학 교육이 그가 받은 정규 과학 교육의 전부였다. 이후 교사로서의 삶을 시작했다.
세인트로렌스 만의 작은 마을인 트레이커디에서 근무할 때 의사 알프레드 스미스 박사(Alfred Corbett Smith, 1841-1909)를 만났고 그로부터 진화에 관한 책을 빌려 보게 되면서 진화를 받아들일 뻔 하게 되었다. 그러나 안식일교 교리에 맞게 논리를 구성함으로써 자신의 신앙심이 흔들리는 것을 막았다. 그는 진화에 대해 반박하는 일을 하느님이 자신에게 부여한 사명이라고 여겼고, 이것은 그의 진로 결정에 중요한 영향을 미친다. 그는 책을 쓰면서 공격의 초점을 지질학에 대부분 맞추었다. 왜냐하면 그가 생각하기에 진화의 근거를 제공하는 학문이 지질학이라고 생각했기 때문이다.
1902년 안식교의 복음 전도사로 일하기 시작했다. 그러나 일이 그에게 맞지 않았고, 다른 업무로 몇 번 바꾸다가 1904년 여름에 다시 종교 서적을 판매하는 일로 바꾸었다. 그가 여러번 실패를 경험하고 나서 자살을 생각했는데, 가족의 권유로 뉴욕으로 가서 신문과 잡지에 기고하는 작가가 되기로 했다. 하지만 그 시도 역시 실패했고, 그는 경제적, 심적으로 매우 피폐해진 상태가 된다. 캐나다에 남아있던 부인이 그 사실을 알고 안식교 본부에 도움을 요청한다. 안식교 총회장은 그에게 일용직 노동자 자리라도 주게 되고, 프라이스는 그 일로 생계를 꾸려간다. 일을 하는 동안 틈틈이 박물관들을 들러 가며 자신의 연구를 계속 해 나갔다. 그의 자존감은 이미 거의 없어진 상태였으나, 여전히 책을 쓰거나 연구를 하려는 자신의 목표는 잃지 않았다.
1907년부터 1938년까지 계속 자신의 홍수지질학을 연구하면서 기존 지질학을 집중적으로 비판했다. 그러면서 계속해서 책을 쓰고 대학에서 강연을 했다. 1938년에는 건강이 악화되어 철학, 지질학 교수직을 사임했다. 교수직을 사임하고 나서도 저술 활동을 계속하다가 67세가 되어서야 완전한 은퇴를 했다.

## 저서
- 《새로운 지질학》(New Geology, 1923): 프라이스 자신이 최고로 여겼던 작품. 726쪽이며 최종적으로 15000권 이상이 팔렸다.[11] 단 한번의 대홍수를 지구 역사 상 가장 중요한 지질학적 사건으로 주장한다. 동일과정설을 비판하고 새로운 대격변설(New catastrophism)[주 1]을 주장했다.[12]
- 《Q. E. D.: 창조론에 대한 새 관점》(Q. E. D.: or, New Light on the Doctrine of Creation)

## 주요 입장
20세기 처음 몇 십년동안 거의 혼자서 생명체가 최근에 출현했으며 대홍수에 의해 지형의 재배치가 일어났다고 주장했다. 보편적 대홍수가 현재 존재하는 지질학적 증거들의 발생 원인을 모두 설명할 수 있기 때문에 과학적으로 타당하다는 주장을 펼쳤다. 동일과정설을 반대했다. 지질학자들이 바위의 연대는 화석을 통해 측정하고, 화석의 연대는 지질주상도 안에 놓인 화석의 위치를 따라 측정한다며 비난했다.
종의 분화에 대해서는 사탄이 이종교배와 잡종교배를 선동했으며, 최초에 하느님이 종을 만들었을 때는 분리된 채로 계속 이어지도록 했다고 주장했다. 이를 통해 자연선택에 반대했다. 그는 자연세계를 지배하는 엄청난 힘에 의한 극단적인 환경변화가 종의 변화를 일으킨다고 하였다.
인종의 기원에 대해서는 홍수 이후 환경의 영향, 하느님이 언어를 혼잡하게 만든 일, 부정적인 이종교배에 의한 것이라고 이야기했다. 그는 흑인의 탄생에 대해 다음과 같이 썼다.
| “ | 남쪽으로 내려간 불쌍하고 작은 친구는 축축한 숲 속에서 하나님을 잃었다네. 잔인한 태양빛이 작열했을 때, 그의 피부는 검어졌고 머리카락은 열대의 열로 누렇게 그을렸네. 그리고 그의 마음은 텅 비어 버렸네. | ” |

그는 하느님의 의도를 위반하는 인종 혼합이 인간의 퇴화를 초래했으며, 이로 인해 원숭이도 생긴 것이라고 주장했다. 지질학자들이 인간들의 조상이라 여기는 유인원들에 대해서 그는 "중심적 혈통으로부터 분리되어 퇴화된 자손들"이라고 하였다.
루이 아가시의 빙하 이론을 비판했다. 프라이스는 북아메리카 대륙을 덮는 빙하에 대해 "지질학적 세계로부터 오늘의 세계로의 변이를 조금 덜 폭력적이고 덜 격변적으로 만들기 위해 지적인 충격을 흡수하는 일종의 정신적 완충 장치"로 여겼다. 아가시의 이론에 대해서는 "최면 상태에서 악마의 암시를 받아" 만들어졌다고 했다.

## 평가
프라이스가 '새로운 대격변설'(New catastrophism)을 주장하고 나서 제칠일안식일예수재림교회의 창조론자들을 제외한 다른 사람들이 홍수지질학으로 전향한 사람은 없었다. 그가 재평가받기 시작한 것은 1960년대 창조과학회가 생기고, 창조론 부흥기가 도래하면서부터였다. 이때부터 많은 근본주의자들이 창세기를 프라이스식으로 읽기 시작했다. 그의 이론이 대부분의 근본주의자들 사고의 척추처럼 작용했다.
충분한 교육을 받지 못했다는 점이 그를 불안하게 했고, 이로 인해 그는 정규 교육과 고급 학위의 중요성을 무시하는 태도를 갖도록 했다.

## 같이 보기
- 존 휘트컴 주니어
- 헨리 모리스
- 사이비과학
  - 창조과학

## 주해
1. ↑  격변설과는 다름

## 참고 문헌
- 로널드 L. 넘버스 (2016). 《창조론자들》. 새물결플러스. ISBN 9791186409558.